# Етел Скакел
Етел Кенеди (по баща Скакел / (11 април 1928 г. – 10 октомври 2024 г.) е американски защитник на правата на човека. Тя е съпруга на американския сенатор Робърт Ф. Кенеди, снаха на президента на САЩ Джон Ф. Кенеди и дъщеря на бизнесмена Джордж Скакел.